# NGC 3333
NGC 3333 је спирална галаксија у сазвежђу Шмрк (Пумпа) која се налази на NGC листи објеката дубоког неба.
Деклинација објекта је - 36° 2' 10" а ректасцензија 10h 39m 49,7s. Привидна величина (магнитуда) објекта NGC 3333 износи 13,1 а фотографска магнитуда 13,9. Налази се на удаљености од 48,853 милиона парсека од Сунца. NGC 3333 је још познат и под ознакама ESO 376-2, MCG -6-24-1, IRAS 10375-3546, PGC 31723.